# Iglesia de San José (La Torre de Tamúrcia)
La iglesia de San José es la iglesia románica del pueblo de La Torre de Tamúrcia, en el término actual de Tremp, dentro del antiguo término de Espluga de Serra.
Es sufragánea de la parroquial de Santa María de Espluga de Serra.
Es un edificio de una sola nave cubierta con bóveda de cañón y un arco toral de refuerzo a media nave. A levante tiene el ábside semicircular, unido a la nave por un arco presbiteral. La puerta está en el sur, bajo un porche, por lo demás, sólo tiene dos ventanas una, en el centro del ábside, de doble derrame, y en la fachada meridional, otra de una sola.
Con el paso del tiempo ha sido muy modificada: se construyeron dos capillas, una a cada lado, el coro y un campanario de torre anexo en la fachada de poniente. El conjunto hace pensar en una obra del siglo XII.